# Para olvidarte de mí
 (срп. Да би ме заборавио) је последњи албум на шпанском језику мексичке групе RBD. Први сингл са овог албума је Para Olvidarte De Mí.

## Историја
У октобру 2008. године, чланови групе су најавили да ће албум Para Olvidarte De Mí бити њихов последњи албум јер се група разилази. Први сингл, Para Olvidarte De Mí, носи исти назив као и албум и процурео је на интернет 26. јануара 2009. године.
Ослањајући се на извештаје, Дулсе Марија је написала 2 песме које се налазе на албуму. Она је 9. фебруара 2009. године потврдила да неће бити турнеје, нити било којег другог вида промоције како би албум био промовисан. Албум је процурео на интернет 6. марта 2009. године.

## Списак песама[4]
| #   | Назив | Трајање |
| --- | ----- | ------- |
| 1.  |       | 03:56   |
| 2.  |       | 03:41   |
| 3.  |       | 03:22   |
| 4.  |       | 03:04   |
| 5.  |       | 03:35   |
| 6.  |       | 03:40   |
| 7.  |       | 03:42   |
| 8.  |       | 03:19   |
| 9.  |       | 02:58   |
| 10. |       | 03:23   |
| 11. |       | 03:35   |
| 12. | *     | 03:12   |
| 13. |       | 03:36   |

* Обрада песме You Can Look, немачке групе Монроуз.